# Casey Cott
Casey Morton Cott (Michigan, 8 de agosto de 1992) é um ator e cantor norte-americano, conhecido por seu papel como Kevin Keller na série de televisão Riverdale da rede The CW.

## Infância e educação
Cott cresceu em Chagrin Falls, Ohio. Ele frequentou a Universidade de Boston antes de decidir estudar atuação, transferindo para a Carnegie Mellon School of Drama. Ele se formou em 2016. Ele é o irmão do ator Corey Cott.

## Carreira
Em 2012, Cott apareceu em produções locais de Bloody Andrew Jackson e Romeu e Julieta. Em 2014, ele foi um membro do elenco da peça Parade no New Hazlett Theatre em Pittsburgh, onde ele estrelou ao lado de vários de seus colegas da Carnegie Mellon. Ele continuou a freqüentar as aulas na CMU e trabalhar em uma produção de teatro universitário ao mesmo tempo. Em agosto de 2016, ele interpretou Moisés no concerto de estréia do projeto musical de Stephen Shwartz, uma produção teatral de O Príncipe do Egito, no Bay Street Theatre em Sag Harbor, Nova York, contracenando com Shuler Hensley e John Cariani.
Em 12 de março de 2016, durante seu último ano na CMU, Cott foi escalado como Kevin Keller na série dramática da The CW Riverdale, uma adaptação de TV do universo Archie Comics. O personagem de Kevin é notável devido ao seu status de ser o primeiro personagem abertamente gay na história da Archie Comics. Cott afirmou em um vídeo do Facebook lançado para os fãs em março de 2017 que ele fez o teste para os papéis de Archie Andrews e Jughead Jones, antes de conseguir o papel de Kevin. Ele foi promovido a série para regular a partir da segunda temporada.
Em 12 de março de 2017, no Festival SXSW, Cott anunciou seu próximo papel no filme The Mascot, dirigido por Matthew Perkins. Cott vai interpretar o papel principal de Nick Shepard, um ex-quarterback que virou mascote. As filmagens começarão em Atlanta em 2018.

## Filmografia

### Filmes
| Ano  | Título                        | Papel         | Notas |
| ---- | ----------------------------- | ------------- | ----- |
| 2018 | All The Little Things We Kill | Trevor Olsson |       |
| 2019 | The Mascot                    | Nick Shephard |       |
| 2021 | Asking For It                 | Mike          |       |

### Televisão
| Ano       | Título                            | Papel        | Notas                                                                                                  |
| --------- | --------------------------------- | ------------ | --- |
| 2017–2023 | Riverdale                         | Kevin Keller | Papel recorrente (1ª temporada); papel principal (2ª temporada - presente) (3 temporada) (4 temporada) |
| 2017      | Law & Order: Special Victims Unit | Lucas Hull   | Episódio: "Conversion"                                                                                 |
| 2018      | Instinct                          | Dino Moretti | Episódio: "Piloto"                                                                                     |
| 2020      | Katy Keene                        | Kevin Keller | Episódio: "Gloria"                                                                                     |

### Vídeos musicais
| Ano  | Título | Artista           | Notas  |
| ---- | ------ | ----------------- | ------ |
| 2017 | "Why"  | Sabrina Carpenter | [ 10 ] |